# Fadrina formosa
Fadrina formosa är en insektsart som först beskrevs av Hölzel 1981.  Fadrina formosa ingår i släktet Fadrina och familjen myrlejonsländor. Inga underarter finns listade i Catalogue of Life.